# Социал-демократическая партия России (2001)
«Социал-демократическая партия России» (СДПР) — российская социал-демократическая, официально зарегистрированная политическая партия. Образовалась в результате слияния Российской объединённой социал-демократической партии (председатель — М. С. Горбачёв) и Российской партии социальной демократии (председатель — К. А. Титов). Первоначальное название — СДПР — Социал-демократическая партия России (объединённая). После ликвидации старой СДПР в 2002 году название приняло окончательный вид.
В 2007 году организация была ликвидирована как политическая партия и реорганизована в Общероссийское общественное движение «Союз социал-демократов». 15 ноября 2017 в ЕГРЮЛ внесена запись о ликвидации движения.

## 2001—2004

### I съезд СДПР
I (Учредительный) съезд СДПР состоялся 24 ноября 2001 г. в Москве в Центре международной торговли на Красной Пресне Были приняты программа и устав, избраны Центральное правление (134 человека) и — в качестве постоянно действующего руководящего органа — Политсовет (29 человек). Лидером партии по итогам тайного голосования стал М. С. Горбачёв, председателем — К. А. Титов. По окончании съезда на организационном заседании Центрального правления секретарём-координатором СДПР был избран В. Мироненко. Партия зарегистрирована Минюстом РФ 22 мая 2002 г. (свидетельство № 19).
В течение первых лет существования партия фактически разделилась на «горбачёвцев» и «титовцев». Конфликт был основан, прежде всего, на личной приверженности членов к тому или иному руководителю партии.

### II съезд СДПР
II съезд СДПР состоялся 19 сентября 2003 года. На нём обсуждался вопрос об участии СДПР в выборах депутатов Государственной Думы Федерального Собрания РФ IV созыва. Было фактически продавлено решение о неучастии партии в выборах. В итоге от СДПР баллотировались только кандидаты-одномандатники, ни один из них в Думу не прошёл.
28 октября 2003 года СДПР принята в Социалистический Интернационал на правах консультативного члена с правом выступления и высказывания своих мнений.

## 2004—2007
В мае 2004 года Горбачёв сложил полномочия лидера партии в результате конфликта с Константином Титовым. За месяц до этого СДПР подписала соглашение о сотрудничестве с Партией социальной справедливости.
В январе 2005 года Константин Титов приостановил своё членство в СДПР.
В октябре 2005 года между СДПР и Народной партией было подписано соглашение.
В 2005 году список СДПР был выдвинут на выборах в Мосгордуму, однако список не был зарегистрирован, а представители партии не явились на заседание избирательной комиссии, на котором принималось решение о регистрации.

### III съезд СДПР
В сентябре 2004 года состоялся III съезд СДПР, на котором Председателем Социал-демократической партии России избран Владимир Кишенин, возглавлявший на выборах в Государственную Думу 2003 года список Партии социальной справедливости.
В июне 2005 года Владимир Кишенин заявил о создании Фонда социальной защиты, основной задачей которого должно было стать оказание квалифицированной юридической помощи лицам, которым нанесён ущерб в результате отключения электроэнергии.

### IV съезд СДПР
Перед съездом всерьёз обсуждался вопрос об объединении СДПР с другими партиями левой направленности.
Период руководства СДПР В. Н. Кишениным оценивается неоднозначно. Кишенин обвинён в превращении партии в бизнес-проект. Апогеем конфликта интересов внутри партии стал декабрь 2006 года, когда состоялся IV (внеочередной) съезд СДПР. Лидеры двух региональных отделений (Брянского и Астраханского) на съезд не были допущены.
После съезда из партии вышел ряд видных функционеров и идеологов. Лидер брянского отделения СДПР Николай Руденок вместе с главой Брянска Игорем Алехиным и представителем регионального заксобрания в Совете Федерации Эдуардом Василишиным провели консультации в администрации президента по поводу судьбы партии.
17 февраля 2007 года прошёл ещё один внеочередной съезд СДПР (IV (неофициальный), не признанный в итоге официально. На этом съезде председателем партии избран председатель брянского регионального отделения СДПР Николай Руденок.

## Молодёжная организация СДПР
Изначально молодёжной организацией СДПР был Российский социал-демократический союз молодёжи (РСДСМ), доставшийся в наследство от Российской объединённой социал-демократической партии (РОСДП). В результате объединения партий молодёжная организация РПСД фактически влилась в РСДСМ.
В 2004 году, после избрания председателем СДПР В. Н. Кишенина, партия приняла решение о создании своего молодёжного крыла, отказавшись от РСДСМ. Для РСДСМ, само собой, это имело катастрофические последствия. И этот же факт позволил РСДСМ самостоятельно работать и выстраивать свою структуру заново, не оглядываясь на партию. В 2006 году на своём съезде РСДСМ в свою очередь полностью отказался от сотрудничества с СДПР.
Причиной разрыва СДПР и РСДСМ стало то, что РСДСМ являлся юридическим лицом, а также в соответствии со своим Уставом имел право самостоятельно участвовать в выборах, будучи общественно-политической организацией.
Взамен Российским социал-демократический союз молодёжи была создана молодёжная организация СДПР, куратором которой стал Алексей Карпенко. Молодёжная организация СДПР была представлена в Молодёжной общественной палате РФ. Члены молодёжной организации СДПР во главе с Алексеем Карпенко в начале 2007 года вошли в состав молодёжной организации «Победа».

## Роспуск
13 апреля 2007 года Верховный суд России принял решение о ликвидации Социал-демократической партии России, удовлетворив иск Федеральной регистрационной службы, которая по итогам проверки численности партий сочла, что СДПР не удовлетворяет требованиям закона «О политических партиях», поскольку не имеет более чем в половине субъектов РФ региональных отделений численностью более 500 человек. Окончательное решение, после апелляции, Верховный суд РФ принял 12 июля 2007 года. После роспуска, часть членов перешли в партию «Справедливая Россия».
20 октября 2007 года, под председательством бывшего лидера партии Михаила Горбачёва, было учреждено и 6 марта 2008 зарегистрировано Общероссийское общественное движение «Союз социал-демократов». 15 ноября 2017 в ЕГРЮЛ внесена запись о ликвидации движения.
27 февраля 2020 года на 71 году жизни скончался председатель самарского регионального отделения СДПР и долгие годы областной депутат Геннадий Звягин, который являлся ключевым соратником сопредседателя партии Константина Титова.

## Руководство
- 2001—2004 гг. Михаил Горбачёв — сопредседатель;
- 2001—2004 гг. Константин Титов — сопредседатель;
- 2004—2007 гг. Владимир Кишенин — председатель.

## Создание одноимённой партии
21 марта 2012 года Председатель Общероссийского общественного движения «Союз социал-демократов» Михаил Горбачёв на пресс-конференции в Интерфакс, заявил о намерении воссоздать Социал-демократическую партию России, помогать ему в этом планировал бизнесмен-политик Александр Лебедев, который участвовал в ряде проектов Горбачёв-Фонда. Сам М. С. Горбачёв возглавлять партию не планировал, по его словам партию должен был возглавить новый человек.
В 2012 году политтехнолог Андрей Богданов, опередил лидера Общественного движения «Союз социал-демократов» и бывшего сопредседателя партии Михаила Горбачёва и 21 мая 2012 года Минюст России официально зарегистрировал одноимённую «Социал демократическую партию России», (без участия М. С. Горбачёва) под председательством публициста Виктора Милитарёва, которую впоследствии возглавлял Сираждин Рамазанов. 14 июня 2019 Верховным судом третья одноимённая партия ликвидирована.

### Интервью
- Интервью В. Н. Кишенина и Г. В. Гудкова во время совместного визита в Вологодскую область, май 2005 года
- Интервью В. Н. Кишенина «Российской газете», март 2007 года